# Laurent Fels
Laurent Fels (né le 4 février 1984 à Esch-sur-Alzette) est un enseignant-chercheur et écrivain luxembourgeois, d'expression française. Docteur ès Lettres de l'Université de Lorraine, il est professeur de culture générale en Classes préparatoires aux Grandes Écoles au Grand-Duché de Luxembourg.

## Biographie
Après des études universitaires de Lettres françaises, modernes et classiques, au CUnLux, Centre universitaire de Luxembourg , Laurent Fels poursuit ses études à l’Université Paul Verlaine de Metz. Membre de l’Académie européenne des sciences, des arts et des lettres et du centre de recherche "Écritures" de l'Université de Lorraine il est l’éditeur scientifique de la série Regards sur la poésie du XXe siècle éditée aux Presses universitaires de Namur. 
En 2004, il fonde la revue trimestrielle Les Cahiers de Poésie qu'il dirige avec l'écrivain et éditeur parisien Joseph Ouaknine.
Laurent Fels est également membre de l'Académie européenne de poésie depuis avril 2009 et collaborateur scientifique de plusieurs institutions littéraires, dont la Société de littérature générale et comparée de l'Université du Luxembourg et la Society for French studies de l'Université d'Oxford.
Il est le directeur scientifique des Cahiers Jean Kobs.
Son œuvre a été couronnée par le Grand Prix de littérature de l'Académie nationale de Metz en 2007.
Ses textes ont été traduits en allemand, en anglais, en espagnol, en roumain, en arabe, en italien, en ouzbek et en chinois.
Laurent Fels est pilote et instructeur. 

## Publications
Poésie
- Voyage au bout de l'étoile, Paris : Éditions Le Manuscrit, coll. « Poésie », 2004
- Paroles Oubliées, Paris : Éditions Le Manuscrit, coll. « Poésie », 2005
- Dire l'Indicible / Das Unsagbare in Worte fassen, traduction en allemand par Chantal Scheiwen, Paris : Éditions Le Manuscrit, coll. « Poésie », 2005
- Le Cycle du Verbe / Wortzyklus, traduction en allemand par Chantal Scheiwen, illustrations de Pascale Cornen, d'Éric Dubois et de Joseph Ouaknine, Montreuil-sous-Bois : Éditions Joseph Ouaknine, 2005.
- Îles enchantées, Luxembourg : Éditions Poiêtês, coll. « Poésie », 2005
- Comme un sourire / Wie ein Lächeln, traduction en arabe par Jalel EL Gharbi, traduction en allemand par Rüdiger Fischer, illustrations de Janine Laval, Montreuil-sous-Bois, Éditions Joseph Ouaknine, 2006.
- Intermittences / Intermittente / Intervalle, avec une préface de Daniel Aranjo, traduction en roumain par Constantin Frosin, traduction en allemand par Rüdiger Fischer, illustrations de Brigitte Ghilain, Montreuil-sous-Bois : Éditions Joseph Ouaknine, 2007.
- La dernière tombe restera ouverte, fragments poétiques, avec une préface de René Welter, Colomiers : Éditions Encres Vives, coll. « Encres blanches » no 301, 2007.
- Ourganos, avec une préface de Paul Mathieu, calligraphies de Luc Templier, Luxembourg : Éditions Poiêtês, 2008.
- Nielles, suivi de Cadastres du babel de Paul Mathieu, Luxembourg : Éditions Estuaires, coll. « 99 », 2008.
- Arcendrile, suivi de Nielles, avec une préface de Bernard Noël, Cordes-sur-Ciel : Éditions Rafael de Surtis, coll. « Pour une Terre interdite », 2009.
- À contre-jour, avec une préface d'Emile Hemmen, Cordes-sur-Ciel : Éditions Rafael de Surtis, coll. « Pour une Terre interdite », 2010.
- Ourganos, avec une préface de Paul Sanda, Cordes-sur-Ciel : Éditions Rafael de Surtis, coll. « Grimoires », 2011 [rééd.].
- Regards de soie, avec des photographies de Mena Sae-Chan, traduction anglaise de Jean-François Sené, traduction chinoise de Yasha, Luxembourg : Éditions Poiêtês, 2012.
- Elfenbeintestament, poèmes en allemand, avec des illustrations de Dany Dickes, Luxembourg : Éditions Poiêtês, 2014.
- Cyclamen, Laon, La Porte, 2015.
- Les fissures de l'infini, Luxembourg/Montreuil-sous-Bois, Editions Poiêtês/Editions Joseph Ouaknine, 2016.

Monographies
- Horace : À Lydie. Ode III 9, Paris, Éditions Le Manuscrit, 2004.
- Saint-John Perse : Images à Crusoé. À la recherche du temps et de l'espace perdus, Paris, Éditions Le Manuscrit, 2005.
- Saint-John Perse, Luxembourg, Éditions Poiêtês, coll. « Essais/Recherche », 2005.
- Sous l'égide du bleu : essai sur l'œuvre poétique d'Élisa Huttin, Luxembourg, Éditions Poiêtês, coll. « Essais/Recherche », 2007.
- Quête ésotérique et création poétique dans Anabase de Saint-John Perse, Bruxelles, Francfort/Maine, Berne..., P.I.E. Peter Lang, 2009.
- Poésie et science(s) chez Saint-John Perse, Namur, Editions namuroises/Presses universitaires de Namur, 2016.

Ouvrages collectifs dirigés par Laurent Fels
- Constantin Frosin : Francophile roumain, Luxembourg, Éditions Poiêtês, coll. « Essais/Recherche », 2007.
- Regards sur la poésie du XXe siècle - tome 1, Namur, Presses universitaires de Namur/Éditions namuroises, coll. « Études et Essais », 2009.
- René Welter, numéro spécial, en collaboration avec Gaspard Hons et Marcel Migozzi, Colomiers, Encres Vives n°380, 2010.
- Regards sur la poésie du XXe siècle - tome 2, Namur, Presses universitaires de Namur/Éditions namuroises, coll. « Études et Essais », en préparation.
- Jean Kobs (1912-1981) : la poésie comme mode de vie et de pensée, Bruxelles, Francfort..., Peter Lang, 2012.
- Dans la Chambre secrète du silence, actes du colloque «Relire Jean Kobs » (26 janvier 2013), Luxembourg, Éditions Poiêtês, coll. « Cahiers Jean Kobs », 2015, n°1.

Éditions savantes
- Jean Kobs : Œuvres complètes - tome 1, édition établie et présentée par Laurent Fels, Paris, Éditions Poiêtês, coll. « Poésie », 2009.
- Jean Kobs : Dernier Vœu, édition établie par Marie-Thérèse Boulanger ; introduction, notes et postface par Laurent Fels, Montreuil-sous-Bois, Éditions Joseph Ouaknine, 2011.